# Dessauer Hütte
Die Dessauer Hütte ist eine Selbstversorgerhütte der Kategorie MH der Sektion Leipzig sowie der Bergfreunde Anhalt Dessau des Deutschen Alpenvereins. Sie befindet sich in Papstdorf bei Gohrisch in der Sächsischen Schweiz in Sachsen in Deutschland.

## Geschichte
Dessauer und Leipziger Bergfreunde haben die Hütte in Papstdorf in den Jahren 1997 bis 1999 ausgebaut. Seitdem wird sie gemeinschaftlich genutzt und betrieben.

## Umliegende Hütten
- Bielatal-Hütte des Sächsischen Bergsteigerbundes
- Karl-Stein-Hütte der Sektion Leipzig
- Ottendorfer Hütte ein DAV-Vertragshaus
- Saupsdorfer Hütte des Sächsischen Bergsteigerbundes
- Sektionshütte Obervogelgesang der Sektion Sedlitzer Bergfreunde[1][2]

## Wanderungen
- Wanderung von der „Dessauer Hütte“ zum Papststein und zurück.[3]
- Höhlen an Gohrisch und Kleinhennersdorfer Stein: Start ist der Bodenlehrpfad am Gohrisch, es geht dann weiter zur Schwedenhöhle sowie den Specksteinstollen. Danach Wechsel über die Hunskirchen am Papststein zum Kleinhennerstdorfer Stein mit seiner spektakulären Lichterhöhle. Zurück geht es über den Gipfel „des höchsten Tafelberges mit dem kürzesten Aufstieg“.[4]